# Circolo Lavoratori Terni
Il Circolo Lavoratori Terni è un'associazione nata nel 1927 come dopolavoro per operai e impiegati dell'allora "Terni - Società per l'industria e l'Elettricità".
Rappresenta il più numeroso circolo culturale-ricreativo-sportivo di Terni. Ormai da tempo il Circolo Lavoratori Terni è aperto a tutti indistintamente.

## Organizzazione
Il Circolo Lavoratori Terni è un organismo costituito dall'Azienda Acciai Speciali Terni e gestito in collaborazione con le organizzazioni sindacali.
Lo Statuto prevede due organi:
- Il Consiglio Direttivo, di indirizzo programmatico e di controllo, è costituito da 26 membri di cui 11 nominati dall'Azienda, 5 nominati dalle organizzazioni sisndacali e 10 eletti in rappresentanza dei lavoratori.
- Il Comitato Esecutivo è costituito da 9 membri eletti all'interno del Consiglio Direttivo, 4 in rappresentanza dell'azienda e 5 in rappresentanza dei lavoratori.

I settori in cui è suddivisa l'attività del Circolo sono:
- Culturale
- Ricreativo
- Sportivo a livello amatoriale
- Sportivo agonistico, per cui è stata costituita una Polisportiva diretta dal presidente del Circolo stesso